# Maze (vattendrag i Kongo-Kinshasa)
Maze är ett vattendrag i Kongo-Kinshasa, ett biflöde till Rubi. Det ligger i provinsen Bas-Uele, i den norra delen av landet, 1 300 km nordost om huvudstaden Kinshasa.